# Jorge Romo Salinas
Jorge Israel Romo Salinas (Forestal, 9 gennaio 1990) è un calciatore cileno, centrocampista del Barnechea.